# Carthagène des Indes
Pour les articles homonymes, voir Carthagène.
Carthagène des Indes (en espagnol : Cartagena de Indias) est une ville de Colombie et la capitale du département de Bolívar. Ville portuaire, elle est située sur la côte septentrionale du pays, au bord de la mer des Caraïbes (ou mer des Antilles), à environ 120 km de Barranquilla. Sa population s'élève à 1 075 000 habitants.
La ville a été fondée le 1er juin 1533 par le conquistador Pedro de Heredia.
Pendant près de trois siècles, elle fut un bastion du royaume d'Espagne en Amérique du Sud et eut un rôle clé dans l'administration et l'expansion de l'Empire espagnol, la présence de hautes personnalités espagnoles fortunées, proches de la royauté et de la vice-royauté de Nouvelle-Grenade, en faisant un lieu d'activités politiques et économiques. Carthagène des Indes fut aussi un important centre de traite des esclaves et de transit vers l'Espagne de l'or issu des pillages des empires aztèque et inca.
Les activités économiques de Carthagène des Indes comprennent l'industrie maritime, l'industrie pétrochimique et le tourisme.
Carthagène des Indes possède d'importantes fortifications et l'un des systèmes les plus complets de fortifications militaires d'Amérique du Sud. Le port de Carthagène fut un lien essentiel sur la route des Indes occidentales. Il tient une place prépondérante dans l'histoire de l'exploration du monde ainsi que parmi les grands itinéraires maritimes commerciaux.
La ville de Carthagène des Indes et sa forteresse sont classées au patrimoine de l'humanité de l'UNESCO.

## Toponymie
Carthagène des Indes fut construite sur le site d'un village amérindien déserté : Calamarí, situé sur une petite île du même nom.
Son nom ― Cartagena de Indias pour la différencier de son homonyme ― lui a été donné par les conquistadors en référence à la ville espagnole de Carthagène. Celle-ci avait été fondée par les Carthaginois sous le nom phénicien de Qart Hadasht (« Nouvelle Ville »), qui était aussi celui de Carthage. Les romains la renommèrent Cartago Nova (« Nouvelle Carthage »), et Cartagena est dérivé de l'accusatif Cartaginem, peut-être via l'arabe قرطجانة (Qarṭaǧānatu).
Le nom romain de Cartago  a été directement utilisé par les Espagnols pour nommer plusieurs villes ou régions américaines.

## Histoire

### Époque coloniale

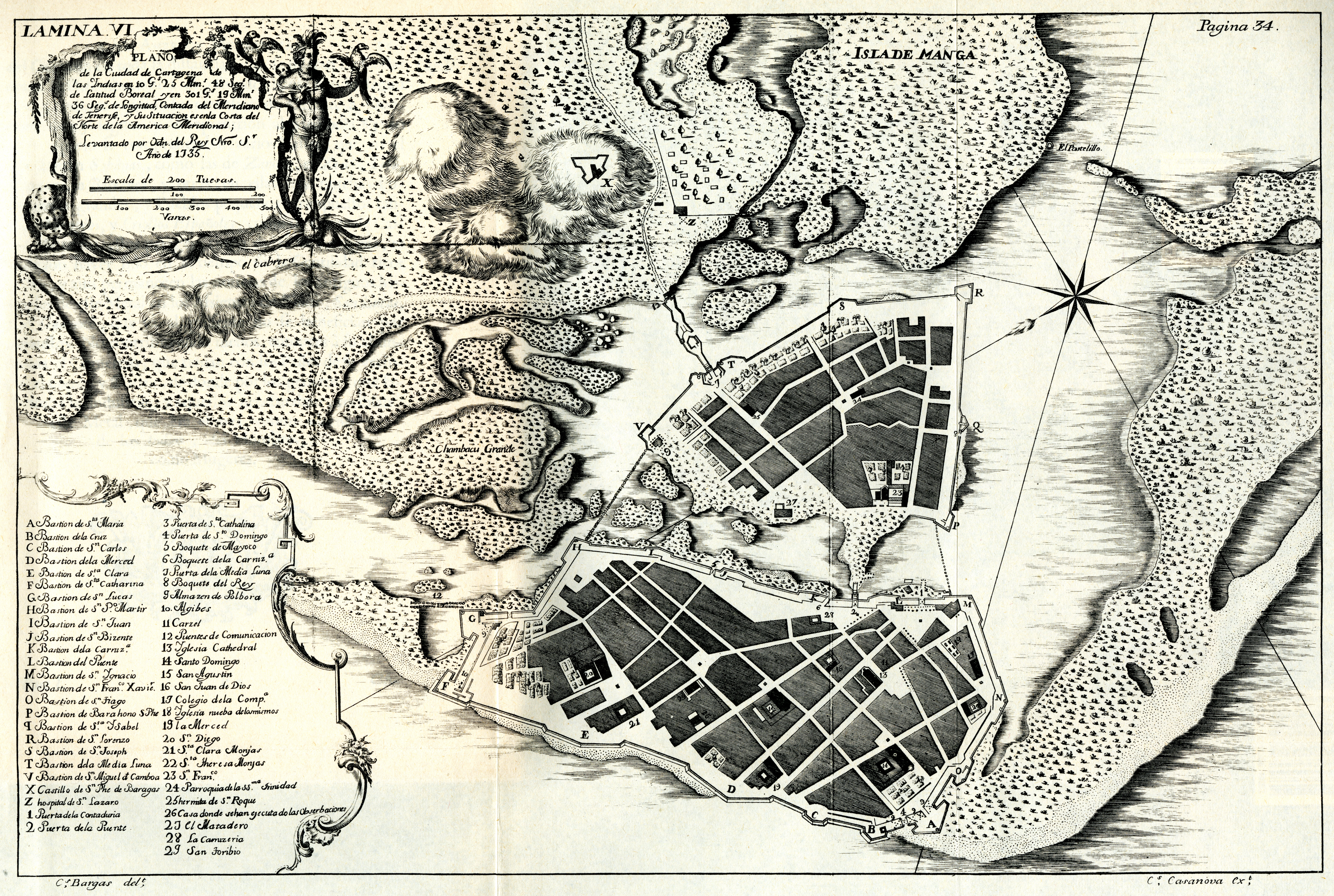
Carte de Carthagène des Indes (1735).

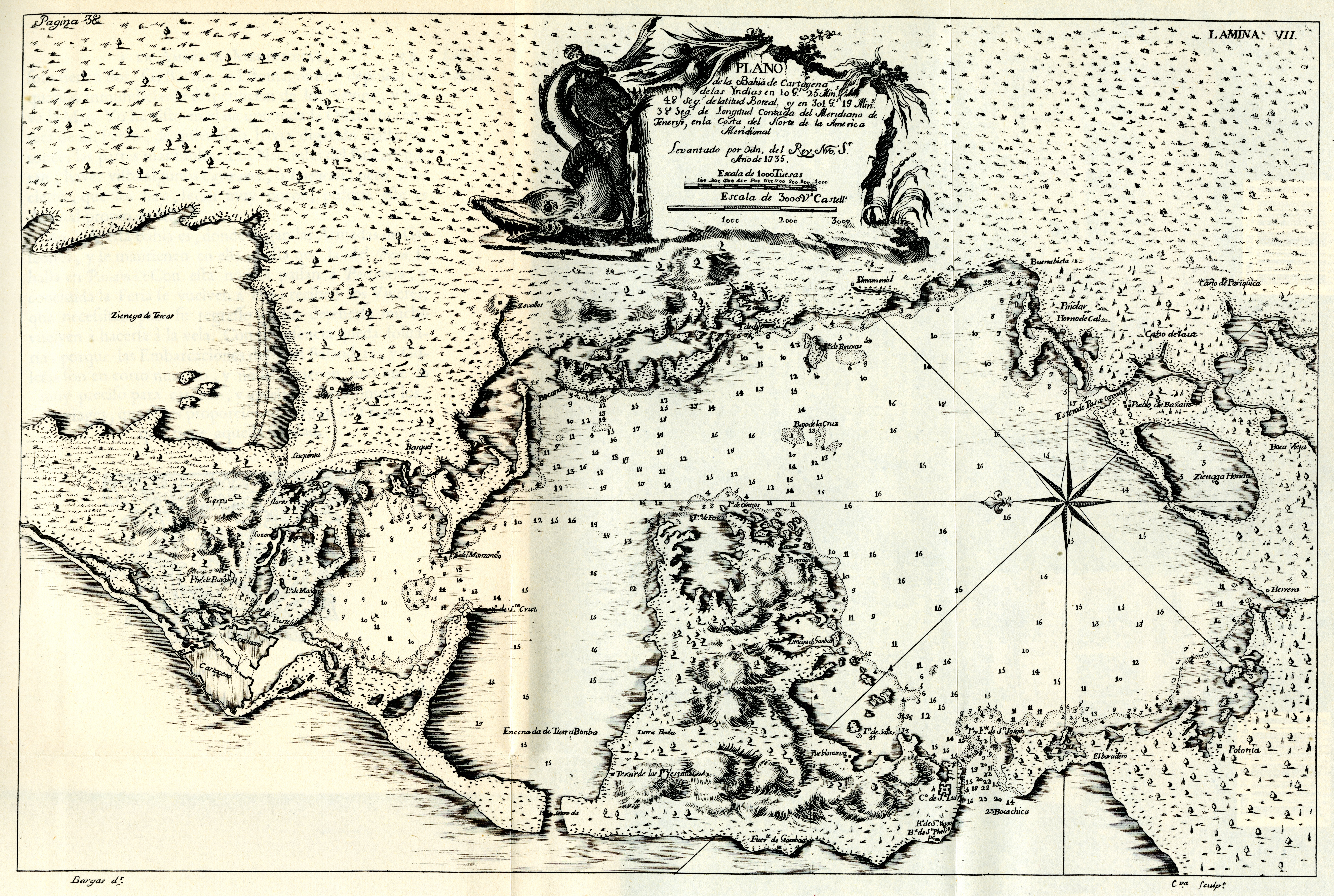
Plan de la baie de Carthagène des Indes (1735).

Une première reconnaissance de la baie de Carthagène des Indes est effectuée par Rodrigo de Bastidas, un ancien compagnon de Colomb. Parti d'Espagne en 1501 en association avec Juan de la Cosa, il emmène avec lui Vasco Núñez de Balboa, futur « découvreur » de l'océan Pacifique.
En 1533, Pedro de Heredia, un des anciens gouverneurs de Santa Marta, fonde Carthagène des Indes à l'ouest de l'embouchure du río Magdalena. En peu de temps, dans la région du río Sinú, de nombreuses tombes de caciques sont découvertes. Signalées par des tumuli, elles se révèlent être riches en or, ce qui attire nombre de conquérants.
La ville devient, à partir de 1550, un grand port de l'Empire colonial espagnol. Par sa situation géographique, elle est une étape privilégiée entre la métropole, Saint-Domingue, le Mexique et le Pérou et un port d'entrée conduisant aux Andes. Elle devient un important port négrier, le seul d'Amérique avec Veracruz au Mexique jusqu'en 1615.
Du fait de la richesse qui découle de sa position, la ville attire donc toutes les convoitises, tant celles des pouvoirs coloniaux que celles des pirates. Elle fut plusieurs fois attaquée par les pirates et corsaires français et anglais : les Français Robert Boal (1543), Jean-Martin Cotes et Jean Bontemps (1559), et l'Anglais Francis Drake, en 1586. Entre 1653 et 1659 un seul convoi parvient à Carthagène des Indes.
En 1697 a lieu l'expédition de Carthagène, une attaque par la marine française, commandée par le chef d'escadre Jean-Bernard de Pointis, du port caribéen qui est pris et pillé pour un butin estimé entre 10 et 20 millions de livres,. Cette expédition est ordonnée par le roi de France Louis XIV. Ce souverain recherche un succès sur les mers afin de pouvoir signer le traité de Ryswick (qui mettra un terme à la guerre de la Ligue d'Augsbourg) en position de force. Il obtient ainsi de l'Espagne la partie ouest de l'île de Saint-Domingue qui devient colonie française.
Le 1er décembre 1739, dans le cadre de la guerre de l'oreille de Jenkins qui oppose l'Espagne à l'Angleterre, le vice-amiral Edward Vernon détruit le port de Portobelo, dans l'actuel Panama. Ce succès lui permet de réunir une puissante flotte qui, entre mars et mai 1741, fait le siège de Carthagène des Indes. Ce dernier se solde par une défaite majeure et de lourdes pertes pour les Britanniques : 50 navires perdus, gravement endommagés ou abandonnés et des pertes humaines considérables, avec la mort de 18 000 soldats et marins en partie due à la maladie, notamment la fièvre jaune.

### Époque de l'indépendance
À la suite de l'invasion française de l'Espagne, Carthagène des Indes vit naître les premiers mouvements d'insurrection néo-grenadins qui menèrent à l'indépendance de la Colombie.
Après les exemples donnés par Caracas, où le capitaine général est déposé le 19 avril 1810, et Buenos Aires le 25 mai, la première junte néo-grenadine est établie à Carthagène des Indes le 14 juin 1810. Toutefois, il n'est en réalité nullement question d'indépendance à ce stade et la loyauté des différentes juntes à l'égard de Ferdinand est exemplaire, même si l'aspiration à l’auto-gouvernement est ancienne. Mais la question de la représentation reste une question délicate entre l'Amérique et la péninsule tout au long des années 1810 et 1811. Les Américains demandent toujours le même traitement que les péninsulaires dans la représentation à la Junte Centrale de Séville. Ces demandes, finalement discutées en février 1811, sont rejetées par les Espagnols, qui ne comprennent pas l'insistance des Américains à vouloir être traités en égaux et estiment avoir affaire à des rebelles. Cette incompréhension, que les Américains prennent pour du mépris, les pousse peu à peu à se radicaliser et, pour la première fois, à rejeter complètement l'autorité espagnole et à revendiquer l'indépendance.

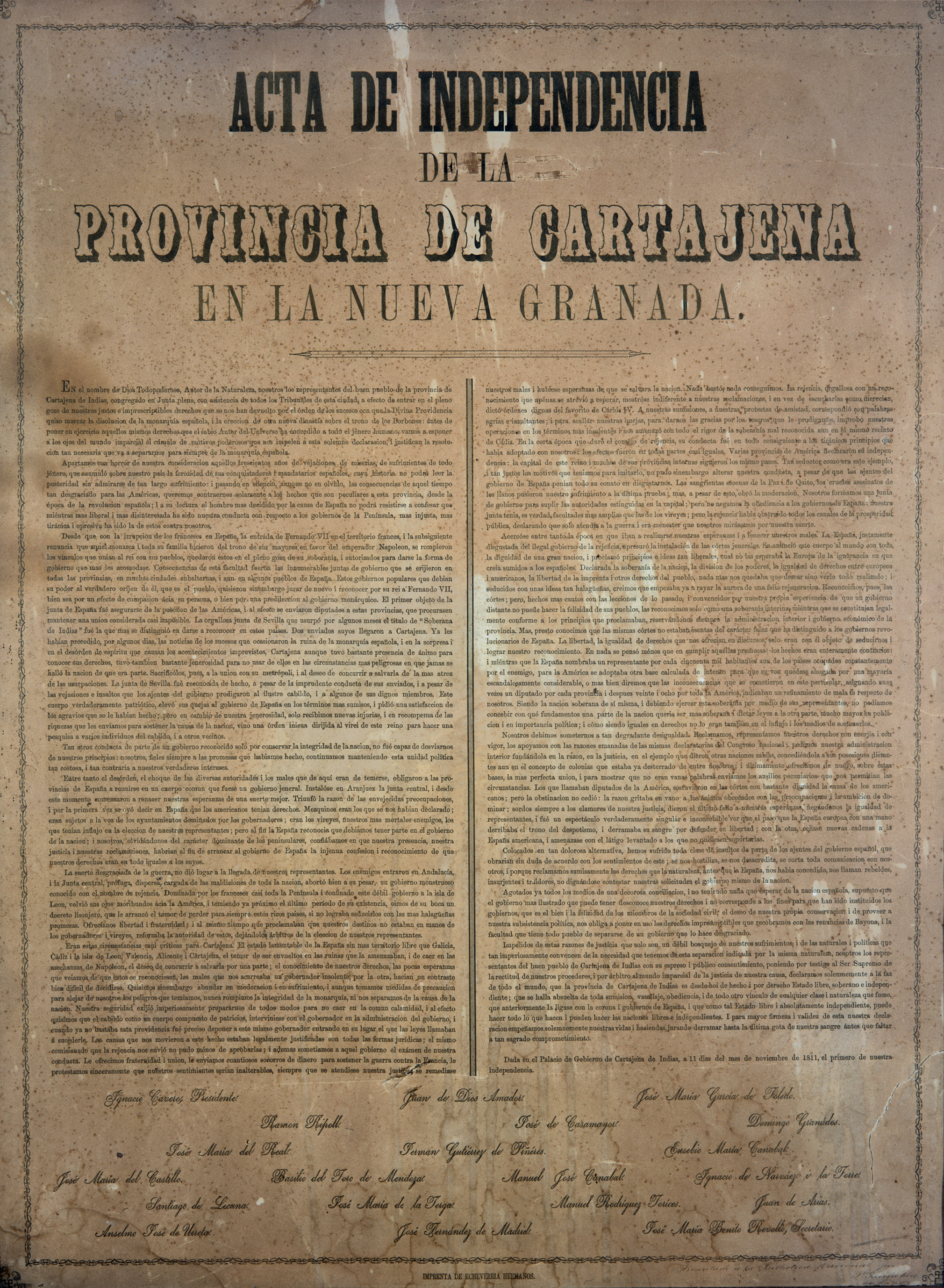
Acte d'indépendance de la province de Carthagène, 11 novembre 1811.

À Carthagène des Indes l'indépendance de la province est déclarée le 11 novembre 1811. D'autres proclamations se produisent dans tout le pays et aboutissent à l'indépendance de la plupart des provinces de Nouvelle-Grenade. Un Congrès des Provinces-Unies se réunit le 27 novembre 1811 à Tunja et adopte l'Acta de la Federación de las Provincias Unidas de Nueva Granada, constituant les Provinces-Unies de Nouvelle-Grenade, un nouvel État d'idéologie fédérale dont la province de Carthagène fait partie.
Entre le 23 décembre 1812 et le 10 janvier 1813, le jeune Vénézuélien Simón Bolívar, qui s'est mis au service de l'armée de patriotes de Carthagène des Indes après la chute des Provinces-Unies du Venezuela, libère les villes situées sur le cours du río Magdalena lors de la campagne du Magdalena. Cette campagne militaire victorieuse permet la jonction entre les patriotes de Carthagène et ceux du centre du pays et pousse Bolívar à entreprendre une campagne pour libérer le Venezuela.
Pendant ce temps, une guerre civile éclate en Nouvelle-Grenade entre les Provinces-Unies de Nouvelle-Grenade et l'État libre de Cundinamarca, dirigé par Antonio Nariño, qui prône le centralisme et refuse d'intégrer la fédération. La guerre entre fédéralistes et centralistes se termine le 30 mai 1813, après un dialogue entre Cundinamarca et les Provinces-Unies, chacune représentée par deux délégués. Ceux-ci s'accordent sur la volonté d'indépendance et l'union de leurs forces contre l'ennemi commun, l'Espagne. Une expédition, commandée par Nariño, est envoyée vers les provinces royalistes du sud, mais se solde par un désastre : l'armée patriote est anéantie lors de la bataille de la Cuchilla del Tambo tandis que Nariño est capturé et rapidement envoyé en prison en Espagne,.
Le 12 décembre 1814, Simón Bolívar, revenu en Nouvelle-Grenade après l'échec de la Deuxième République du Venezuela, entre dans Santafé de Bogota et force Cundinamarca à intégrer les Provinces-Unies. Le compromis trouvé est que le Cundinamarca s'engage à rejoindre la fédération en échange du déplacement du siège du Congrès des Provinces-Unies de Tunja vers Bogota, qui redevient ainsi la capitale du pays.
Après la prise de Santa Fe, Bolívar se dirige vers la côte Atlantique où il doit recevoir des armes et des fournitures de Carthagène des Indes pour prendre Santa Marta puis libérer le Venezuela. Toutefois, le gouvernement carthaginois refuse de le soutenir et Bolívar assiège la ville pendant un mois et demi. Informé de l'arrivée de Pablo Morillo au Venezuela et attaqué par les royalistes à Santa Marta, Bolívar renonce et s'embarque le 9 mai 1815 pour la Jamaïque, tandis que le reste de son armée se défend du siège de Morillo, qui commence le 26 août 1815 et initie la Reconquista.
Après plus de trois mois de siège, la ville retombe finalement aux mains des royalistes le 6 décembre 1815. Commence alors une campagne de répression orchestrée par Juan de Sámano (futur vice-roi de Nouvelle-Grenade) durant laquelle de nombreux patriotes sont exécutés pour trahison.
En 1819, à la suite de la victoire décisive de la bataille de Boyacá qui ouvre la route de Bogota aux patriotes venus du Venezuela et assure la libération du pays, Simón Bolívar charge le général vénézuélien Mariano Montilla d'attaquer les royalistes qui occupent encore les ports de la mer des Caraïbes. À partir du 10 août 1819 se déroule une campagne fluviale et navale qui libère un à un les ports caribéens et se termine par l'entrée des troupes indépendantistes à Carthagène le 10 octobre 1821.

## Patrimoine
Carthagène des Indes possède des défenses imposantes telles que :
- la forteresse San Felipe de Barajas : le premier fort, qui s'appelait alors château de Saint-Lazare, datait de 1536. Il fut reconstruit entre 1639 et 1657[24]. L'ingénieur militaire espagnol Antonio de Arévalo (es), né en 1715 à Martin Muñoz de la Dehesa et mort en 1800 à Carthagène des Indes, dirigea les ouvrages de fortification de la ville de 1742 à 1798[25]. Le fort de San Felipe de Barajas et les douze kilomètres de remparts qui protégeaient la ville des pirates rappellent l'époque où l'or et les émeraudes raflés par les conquistadors transitaient par Carthagène des Indes ;
- le fort San Fernando de Bocachica fut construit, à partir de 1753, sur les ruines de l'ancien fort, le château de Saint Louis de Bocachica, au large de la ville de Carthagène des Indes ;
- le bastion de San José fut aussi érigé sur la baie, au sud ;
- douze kilomètres de remparts, dont la porte de la Torre del Reloj (en français : Tour de l'Horloge) est la porte principale, entourent la vieille ville elle-même. Elle fait partie du patrimoine de l'humanité de l'UNESCO. En mars 1983, la Convention de Carthagène pour la protection et la mise en valeur de la mer des Caraïbes a été signée dans la vieille ville ;
- l'impressionnante Cathédrale Sainte-Catherine d'Alexandrie (es) (1577-1612) rappelle que la conversion des Indiens au catholicisme fut aussi l'une des grandes motivations des conquistadors ;
- l'église Saint-Pierre-Claver de Carthagène des Indes est le sanctuaire où repose le corps de saint Pierre Claver, l'apôtre des esclaves africains, né en 1580 à Verdú (Espagne) et mort en 1654 à Carthagène des Indes.

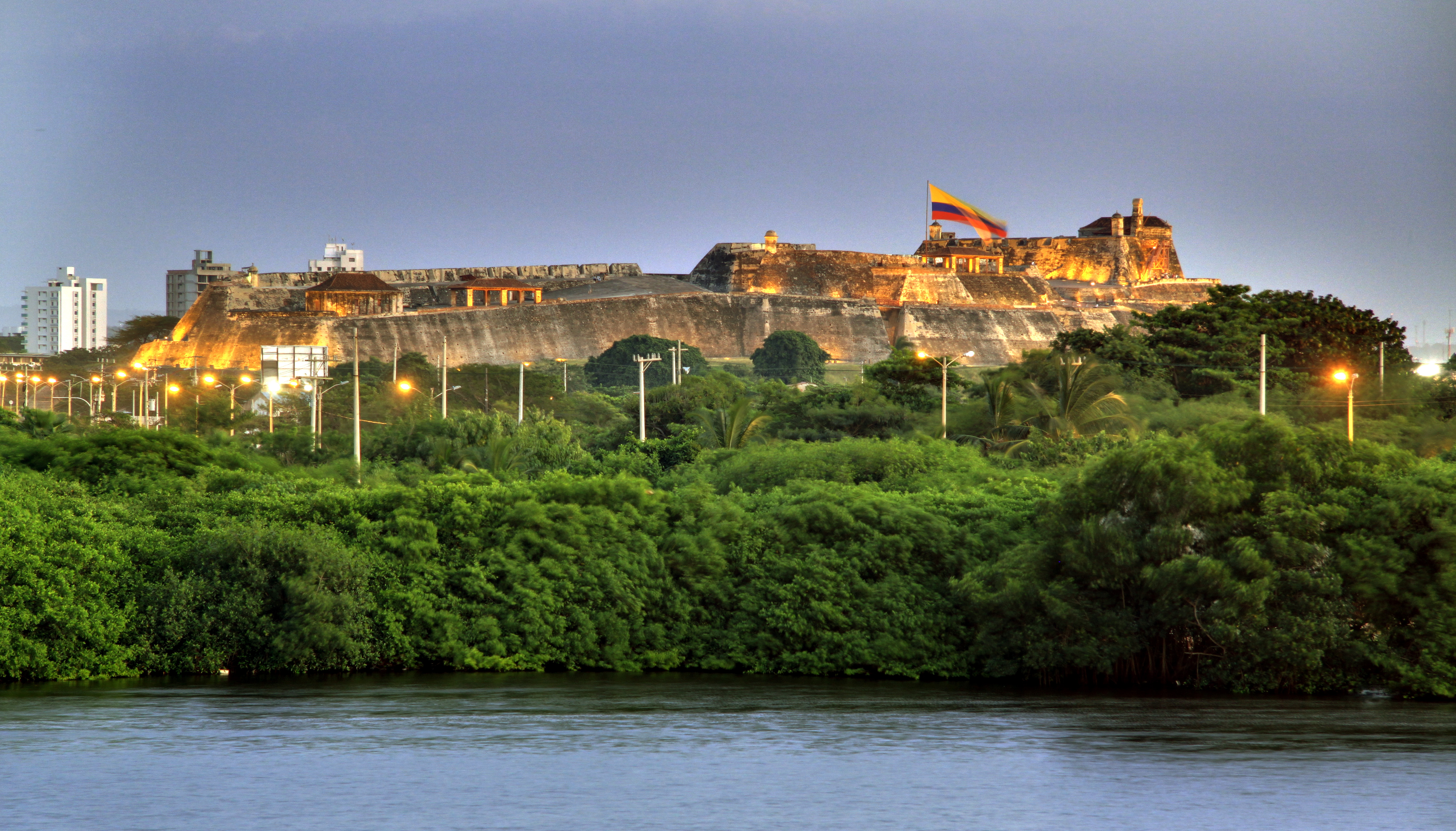
Le fort de San Felipe de Barajas.
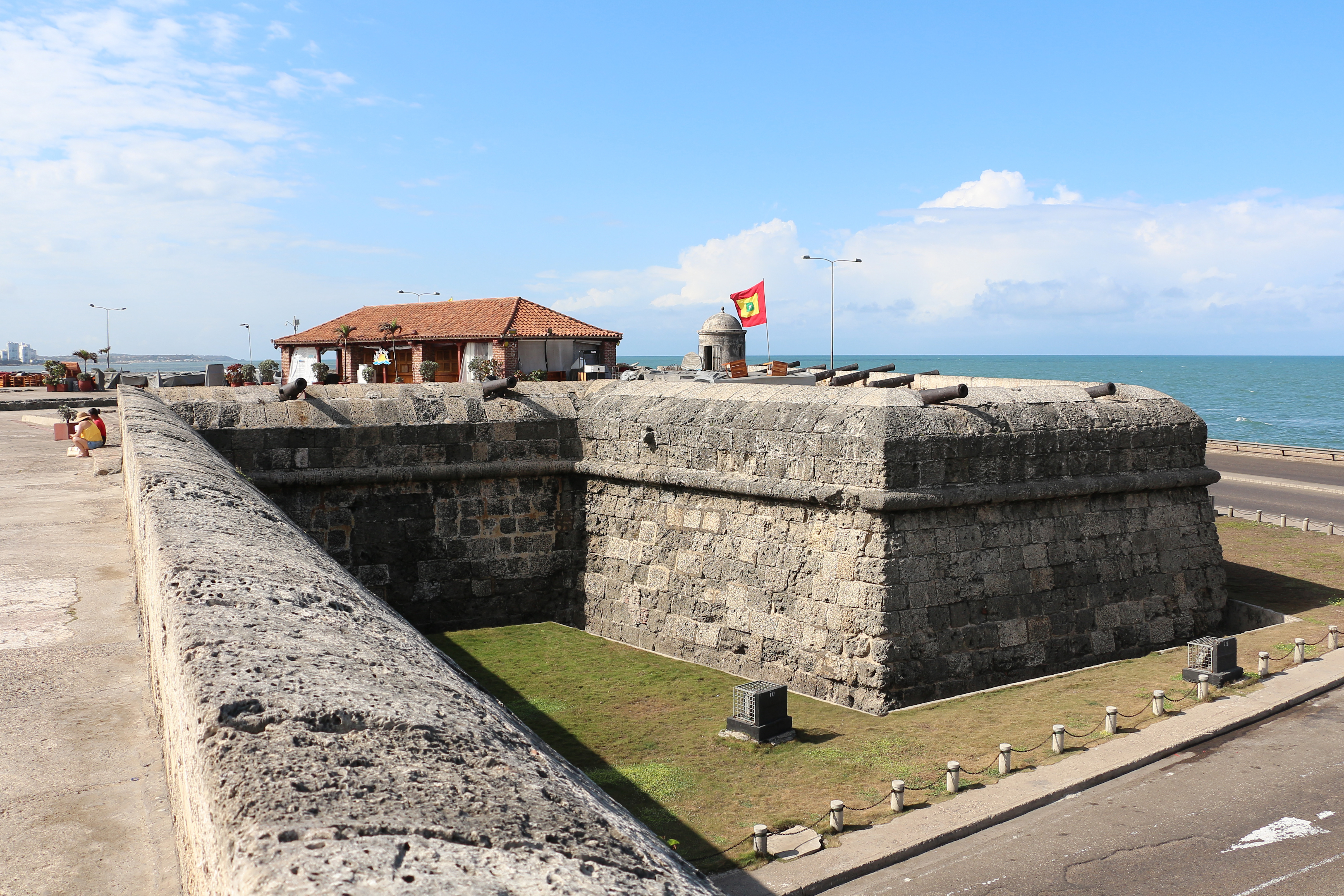
Remparts de la vieille ville.
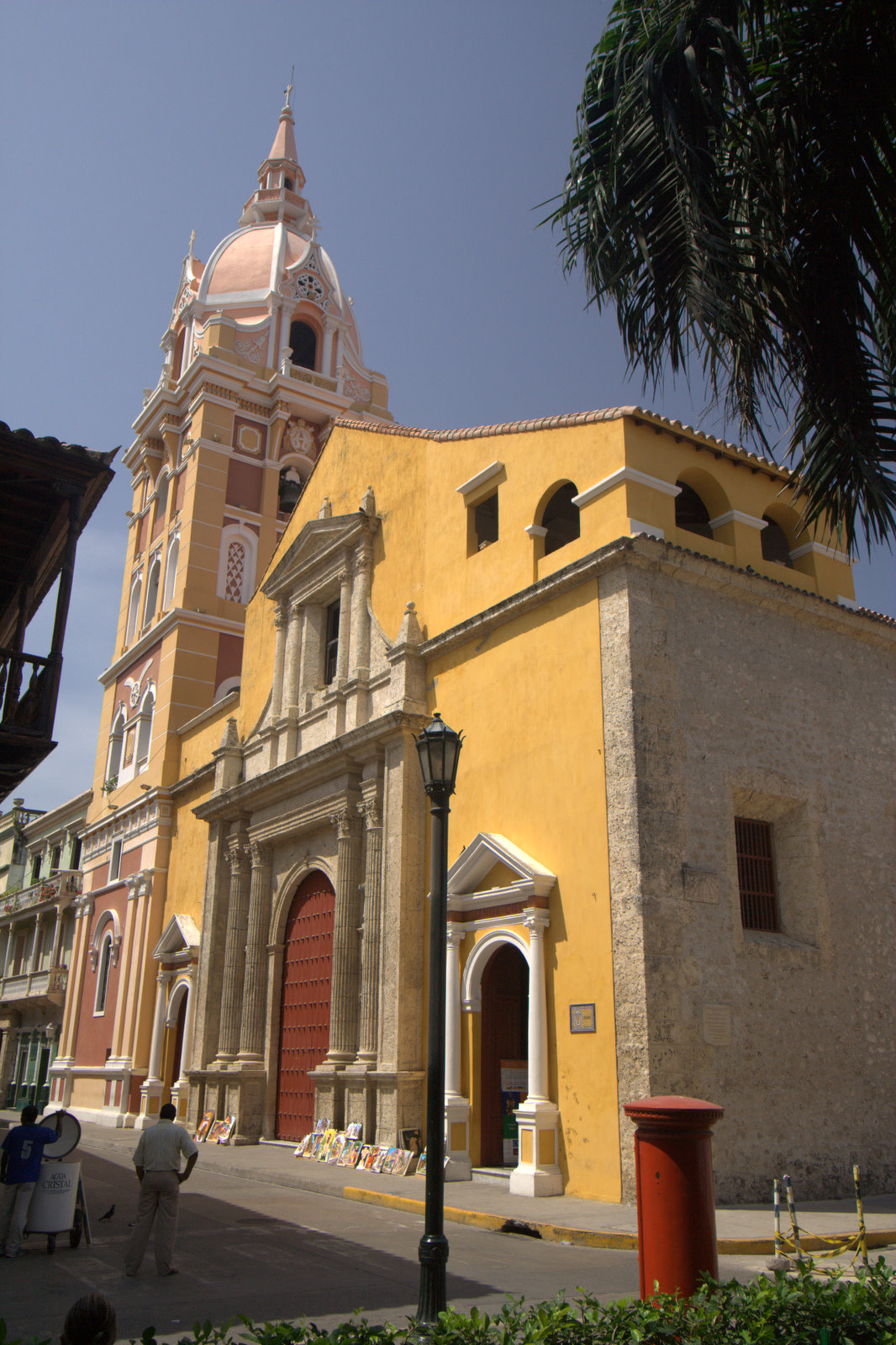
Cathédrale Sainte-Catherine d'Alexandrie.
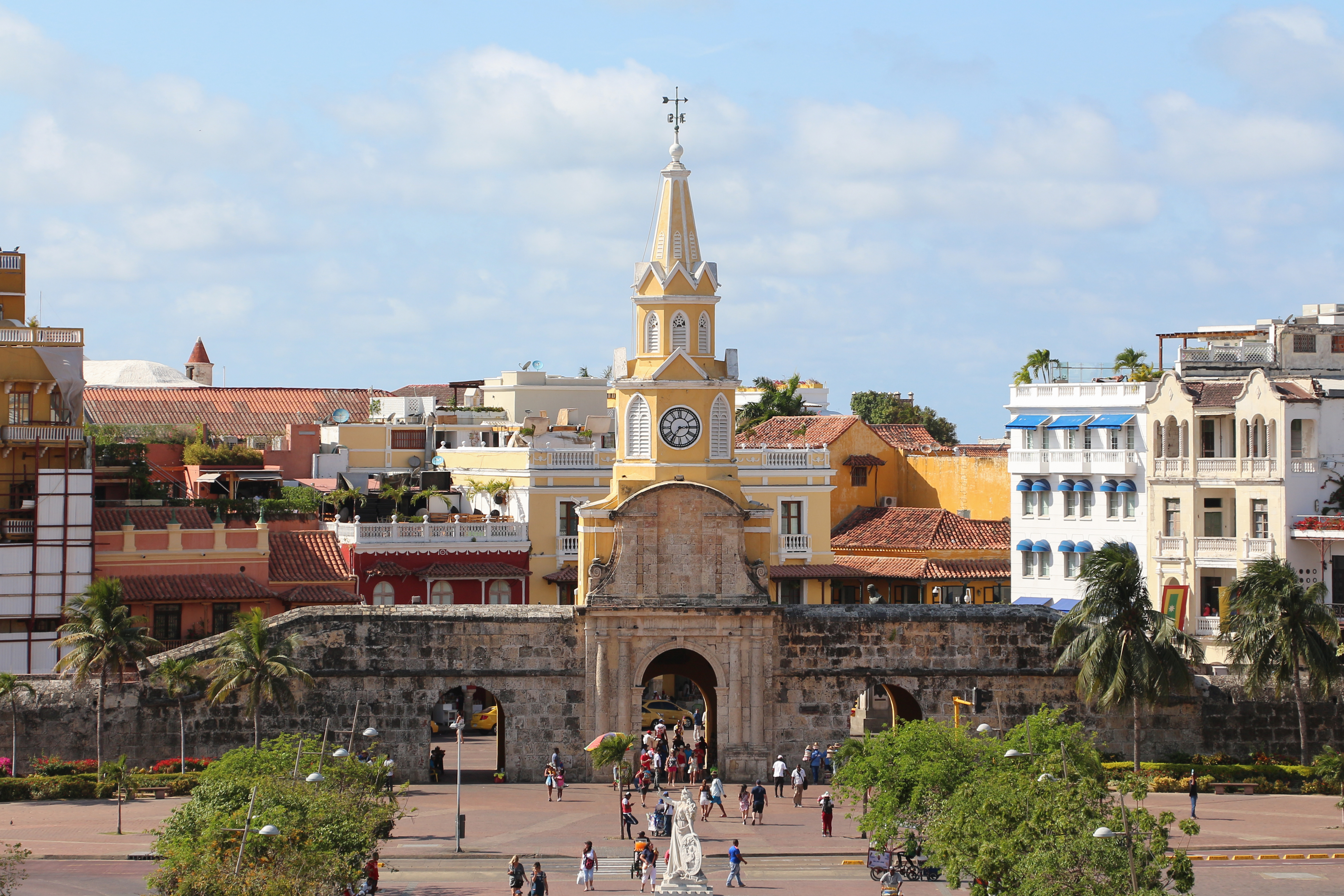
Porte de l'Horloge.

## Géographie
Carthagène est située sur la côte nord de la Colombie, face à la mer des Caraïbes. La ville est baignée par la baie de Carthagène des Indes dotée de deux entrées : la péninsule de Bocachica au sud et celle de Bocagrande au nord.
Des collines surplombent la plaine environnante d'où les voies d'accès au port sont aisées à contrôler.

## Climat
Un climat tropical semi-aride règne à Carthagène. La moyenne d'humidité est environ de 90 % avec des saisons de pluies se situant généralement en mai-juin et octobre-novembre. Le climat a tendance à être chaud et venteux. De forts vents froids surviennent de novembre à février.
Carthagène est rarement touchée par les ouragans bien que se trouvant dans les Caraïbes, car le continent l'isole.
La moyenne des températures ne varie que de 25 °C à 30 °C.
| Mois                                | jan.  | fév.  | mars  | avril | mai   | juin  | jui.  | août  | sep.  | oct.  | nov.  | déc.  | année   |
| ----------------------------------- | ----- | ----- | ----- | ----- | ----- | ----- | ----- | ----- | ----- | ----- | ----- | ----- | ------- |
| Température minimale moyenne (°C)   | 22,7  | 23    | 23,6  | 24,5  | 24,9  | 25    | 24,7  | 24,8  | 24,7  | 24,4  | 24,4  | 23,4  | 24,17   |
| Température maximale moyenne (°C)   | 31    | 31    | 31,1  | 31,5  | 31,7  | 31,9  | 32    | 31,9  | 31,7  | 31,2  | 31,4  | 31,4  | 31,48   |
| Record de froid (°C)                | 19    | 19    | 19    | 19,5  | 19    | 19    | 20    | 18    | 18,5  | 19    | 19    | 18,5  | 18      |
| Record de chaleur (°C)              | 40    | 38    | 38    | 38    | 40    | 38    | 39    | 38    | 38    | 39    | 40    | 39    | 40      |
| Ensoleillement (h)                  | 278,2 | 239,3 | 244,5 | 209,6 | 197,2 | 187,2 | 216,6 | 204,1 | 177,6 | 175   | 200,7 | 247,2 | 2 577,2 |
| Précipitations (mm)                 | 4,4   | 0,9   | 1,5   | 21,9  | 88,5  | 97,8  | 88,6  | 110,5 | 144   | 198,3 | 121,3 | 34,8  | 912,5   |
| Nombre de jours avec précipitations | 1     | 0     | 1     | 3     | 10    | 12    | 10    | 13    | 13    | 16    | 10    | 3     | 92      |

| Diagramme climatique                                  |         |             |              |              |            |            |               |             |               |               |              |
| J                                                     | F       | M           | A            | M            | J          | J          | A             | S           | O             | N             | D            |
| 3122,74,4                                             | 31230,9 | 31,123,61,5 | 31,524,521,9 | 31,724,988,5 | 31,92597,8 | 3224,788,6 | 31,924,8110,5 | 31,724,7144 | 31,224,4198,3 | 31,424,4121,3 | 31,423,434,8 |
| Moyennes : • Temp. maxi et mini °C • Précipitation mm |         |             |              |              |            |            |               |             |               |               |              |

## Démographie
Carthagène des Indes a vu sa population augmenter progressivement ; le phénomène a commencé au début des années 1980. Les taux moyens de naissance et de mortalité ont contribué à l'expansion économique de la ville.

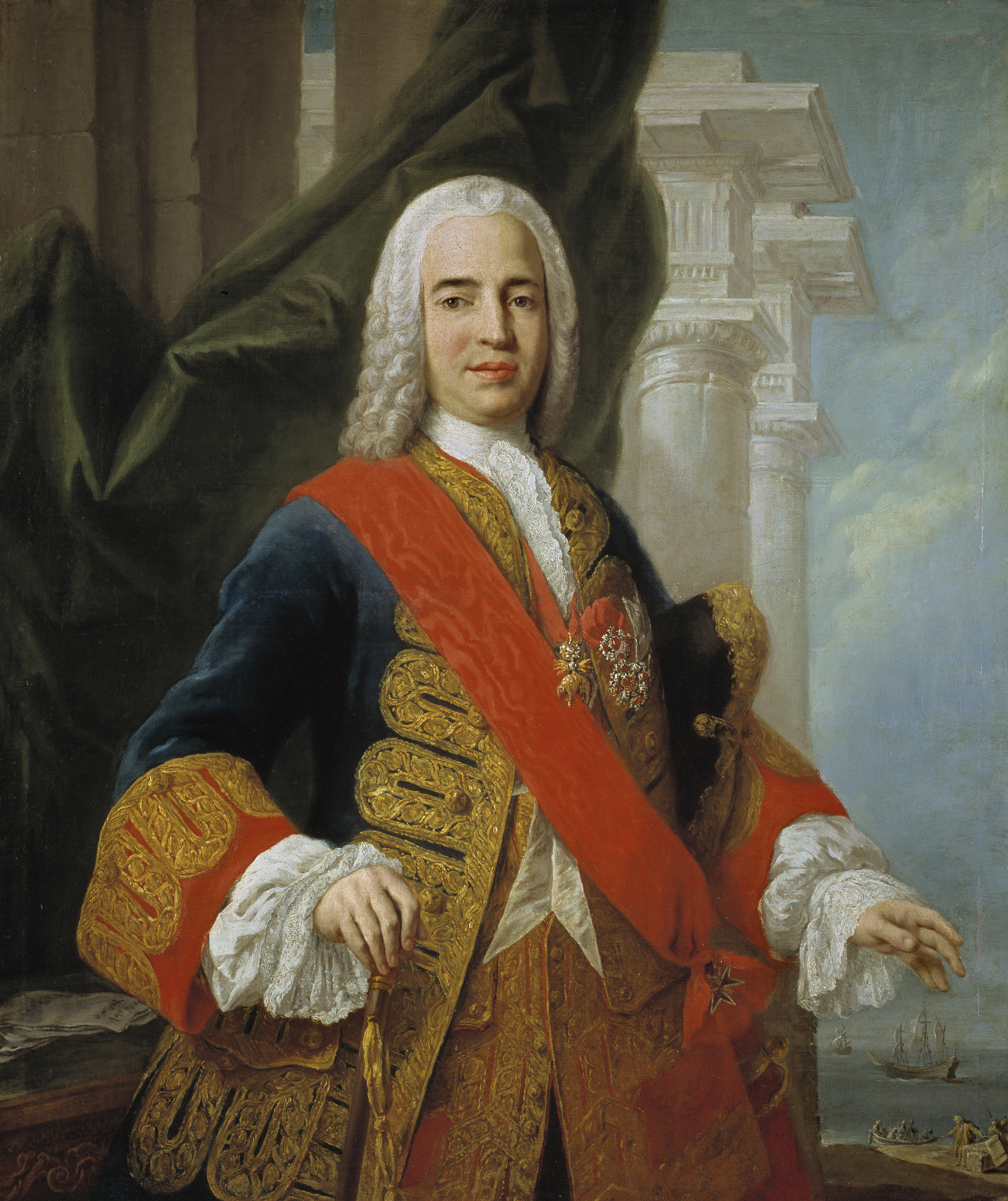
Portrait de Zenón de Somodevilla, marquis de la Ensenada, responsable des patrouilles. Il a effectué le premier recensement moderne en 1778.

| Année | Total Ville          |
| 1939  | 87,504               |
| 1952  | 123,439              |
| 1967  | 299,493              |
| 1976  | 312,520              |
| 1985  | 554,093              |
| 1993  | 725,072              |
| 1999  | 837,552              |
| 2005  | 893,033              |
| 2011  | 955,709 (estimation) |
| 2013  | 978,600 (estimation) |

| Année | Total Ville |
| 1811  | 29,320      |
| 1821  | 5,392       |
| 1832  | 8,001       |
| 1842  | 4,221       |
| 1853  | 6,403       |
| 1867  | 8,320       |
| 1870  | 7,680       |
| 1882  | 13,994      |
| 1890  | 17,392      |
| 1900  | 21,220      |
| 1912  | 29,922      |
| 1918  | 34,203      |
| 1926  | 64,322      |

| Année | Total Ville |
| 1533  | 200         |
| 1564  | 2,400       |
| 1593  | 3,543       |
| 1612  | 5,302       |
| 1634  | 8,390       |
| 1643  | 12,302      |
| 1698  | 14,223      |
| 1701  | 10,230      |
| 1732  | 12,932      |
| 1762  | 14,203      |
| 1778  | 16,940      |
| 1792  | 19,380      |
| 1803  | 23,402      |

## Culture

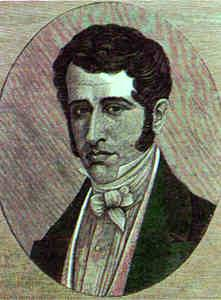
José Fernández de Madrid, dramaturge né à Carthagène des Indes. L'université de Carthagène donna son nom à sa bibliothèque.

La ville abrite de nombreuses bibliothèques publiques et privées :
- bibliothèque de l'université José Fernández Madrid de Carthagène, ouverte en 1821 ;
- bibliothèque Bartolomé Calvo, fondée en 1843 : c'est l'une des principales bibliothèques de la côté caribéenne colombienne ;
- bibliothèque de l'académie d'histoire de Carthagène des Indes : ouverte en 1903, elle contient de nombreux livres datant du XIXe siècle et provenant de dons ;
- bibliothèque de l'université de technologie Bolívar : ouverte en 1985, elle possède des sections importantes sur l'ingénierie et l'électronique ;
- bibliothèque Juan de Dios Amador : créée en 1994, elle offre des activités artistiques à cent cinquante enfants et adolescents ;
- bibliothèque de la culture hispano-américaine : elle existait depuis les années 1940, en une petite structure, dans la Casa de España . En 1999, elle fut installée dans l'ancien couvent de Santo Domingo, plus vaste, afin d'élargir les sections de l'Amérique latine et des Caraïbes. La restauration du couvent est un projet personnel de Juan Carlos Ier d'Espagne[28] ;
- bibliothèque Balbino Carreazo : elle offre aussi des cours de théâtre, peinture, musique et danse ;
- bibliothèque publique Caimán et le centre culturel Estafanía Caicedo : ils abritent deux mille livres ;
- bibliothèque publique de Bayunca : trente enfants et adolescents y suivent des formations en art moderne, arts plastiques, littérature et musique ;
- bibliothèque publique du quartier Fredonia, l'une des dernières à être entrée dans le réseau de district des bibliothèques publiques.

Les bibliothèques de district permettent la circulation des livres dans les quartiers, chaque bibliothèque de quartier comptant environ cinq cents livres.
Le centre culturel Las Palmeras, créé en 1998 et situé Calle Las Carretas dans le quartier Las Palmeras, dessert 67 quartiers de la ville. On peut y participer à des cours de danses modernes et traditionnelles, de chant, de musique, à des visites guidées, à un atelier de lecture. Il possède un ciné-club.
La ville accueille le quatrième Congrès international de la langue espagnole en 2007.

## Tourisme

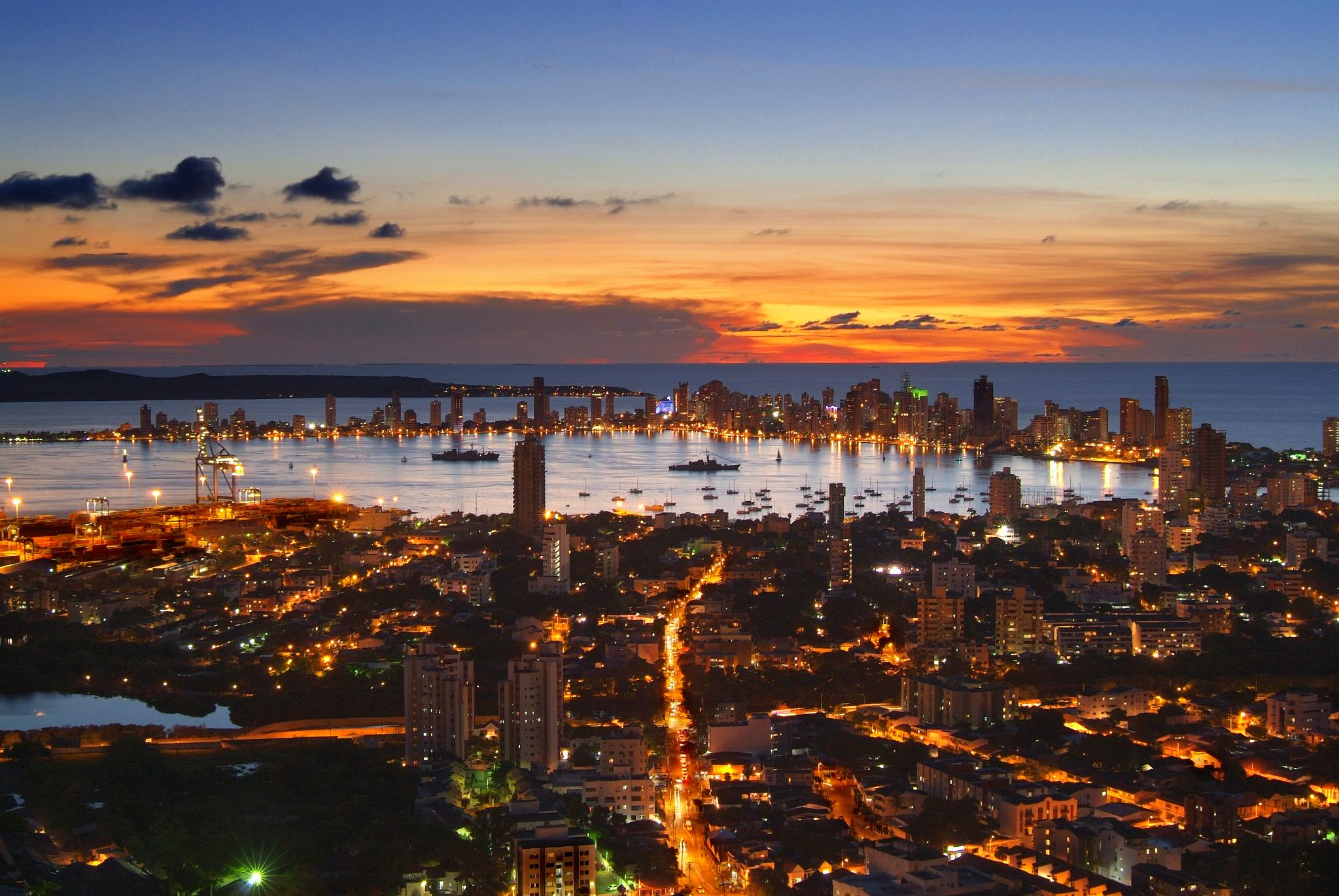
Coucher de soleil sur le port de Carthagène des Indes

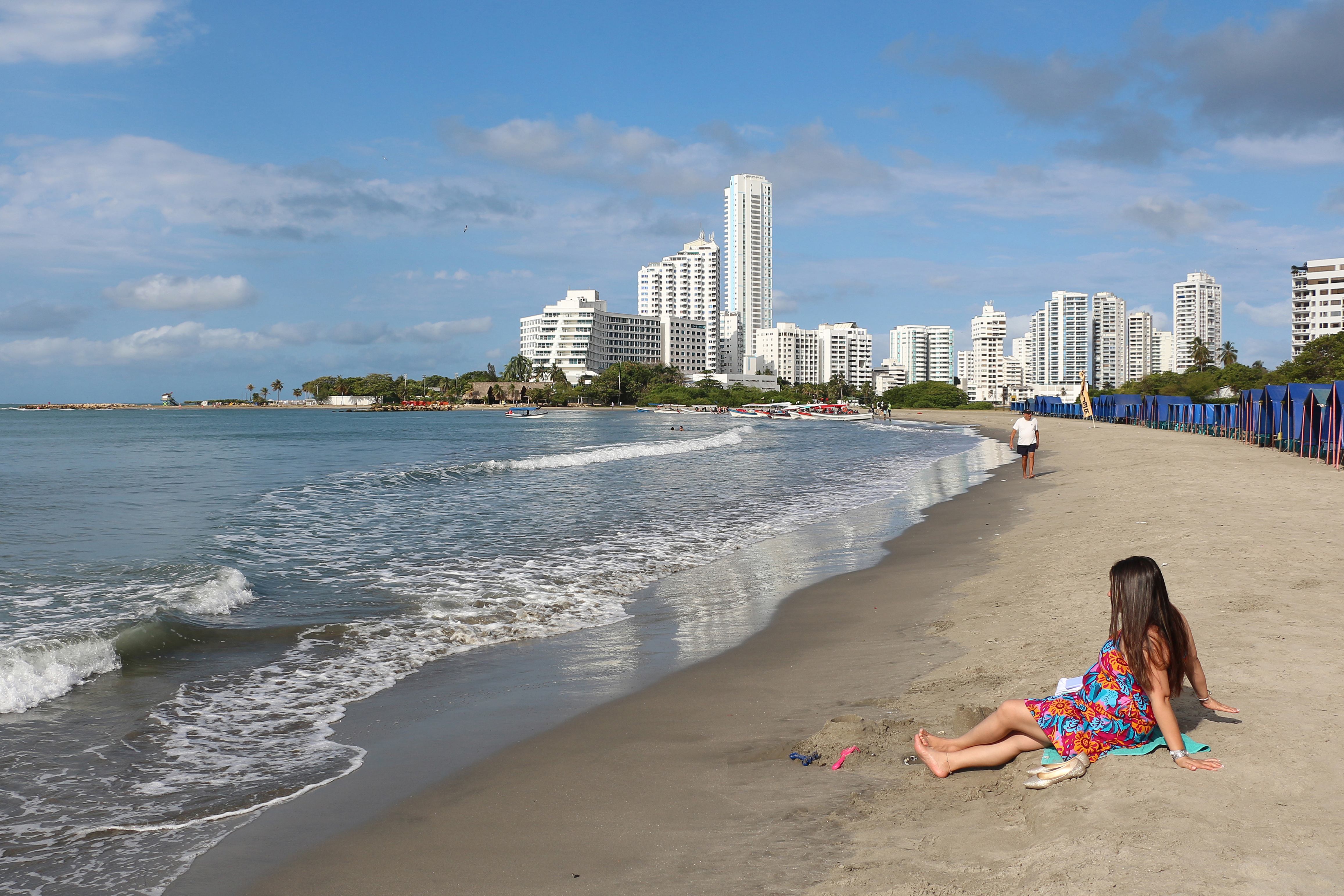
Plage de Bocagrande

Carthagène est l'un des pôles touristiques majeurs du tourisme en Colombie. En 2010, la ville a accueilli deux millions de visiteurs, soit quatre cent mille de plus qu'en 2009. La fréquentation des paquebots de croisière explose : 17 en 2003, 208 en 2010. À chaque accostage, 2 000 touristes débarquent.
Des célébrités comme Shakira (elle a financé la construction de plusieurs écoles dans la ville), Donald Trump, Bill Clinton ou Javier Bardem viennent en vacances dans la ville.
Bocagrande, située entre la baie de Carthagène, à l'est, et la mer des Caraïbes, à l'ouest, dispose de plages étendues couvertes d'un sable légèrement grisâtre. L'aire de Bocagrande, qui comprend El Laguito (en français : le petit lac) et Castillogrande (grand château), comporte la majeure partie des infrastructures touristiques de la ville telles que les hôtels, boutiques, restaurants et discothèques.
En novembre, le concours de Miss Colombie se déroule à Carthagène des Indes, sur la péninsule de Bocagrande. Les concurrentes défilent devant une statue de la Vierge Marie érigée au bord du littoral, au centre de la baie.
Protégé par les murs de Carthagène des Indes, le centre historique abrite trois quartiers distincts : San Pedro, ou quartier du centre, avec la cathédrale et de nombreux palais, San Diego, au nord-est, où vivaient les marchands et artisans, et Gethsemani, le quartier populaire.

## Transport
Du fait de l'importante activité touristique dans le pays, Carthagène des Indes possède divers moyens de transports, ainsi qu'un port, un aéroport et des voies fluviales. En 2003 commence la construction du Transcaribe en ville. Il est finalement inauguré en novembre 2015.

### Transport routier
Carthagène est reliée au nord du pays par la Route nationale 90, communément appelée Transversal del Caribe. Elle passe par Barranquilla, Santa Marta et Riohacha, et se termine à Paraguachón, au Venezuela.
Les routes suivantes entrent dans la ville par le sud :
- la Route nationale 25, qui mène à Sincelejo en passant par Turbaco et Arjona ainsi que par les Montes de María. Elle se termine à Medellín ;
- la Route nationale 25A, qui conduit à Sincelejo mais en évitant les montagnes. Elle est connectée à la route 25.

### Aéroport
Carthagène possède un aéroport : l'Aéroport international Rafael Núñez (code AITA : CTG).

## Relations internationales

### Jumelages
La ville de Carthagène des Indes est jumelée avec :
- Guatemala, Guatemala (1986)
- San Salvador, Salvador
- Coral Gables, États-Unis
- San Cristóbal de La Laguna, Espagne
- Batoumi, Géorgie
- Cadix, Espagne, (1986)
- Saint Augustine, États-Unis (1986)
- Carthagène, Espagne
- Miniara, Liban
- San Juan, Porto Rico
- Manille, Philippines
- Miami, États-Unis
- Magangué, Colombie
- Riohacha, Colombie
- Viña del Mar, Chili
- Campeche, Mexique
- Séville, Espagne

## Symboles

### Le drapeau
Le drapeau de Carthagène a été adopté lorsque la cité est devenue indépendante de l'Espagne, en 1811. Il comporte trois rectangles superposés dont les couleurs sont (de l'extérieur vers l'intérieur) : rouge, jaune et vert. Au centre du rectangle vert se trouve une étoile blanche à 8 branches.
Il s'agit d'un drapeau cuadrilonga (rectangulaire).

### Le blason colonial
Ce blason a été créé en 1574, lorsque le Roi Philippe II d'Espagne a décidé de concéder à la ville un blason représentant "deux lions rouges debout tenant entre eux et dans leurs mains une croix aussi haute qu'eux, sur fond or, surmontée d'une couronne". Cette décision fut prise après que Carthagène eut acquis une place prépondérante en tant que port du nouveau territoire colonial, le blason devant être utilisé dans tous les actes officiels de la ville.

Vue de la vieille ville

### Le blason républicain
Le blason républicain a été adopté lorsque Carthagène des Indes a déclaré son indépendance de l'Espagne et est devenue un État souverain en 1811. Sur ce blason, on peut voir une Indienne assise à l'ombre d'un palmier, son porte-étendard dans le dos, sa main droite tenant une grenade ouverte de laquelle se nourrit un troupiale (espèce de passereau d'Amérique), sa main gauche serrant un arc et son pied gauche foulant une chaîne brisée. Au fond apparaît la colline de la Popa, le plus haut relief de la ville. Le blason représente l'indépendance et la liberté que la ville fut la première de la vice-royauté de Nouvelle-Grenade à obtenir. Après avoir connu plusieurs changements, dont l'ajout du château San Felipe de Barajas, icône architecturale construite durant la conquête, ce blason est désormais celui de la ville.

Carthagène des Indes, l'une des destinations touristiques les plus populaires dans les Caraïbes.

## Personnalités liées à la municipalité

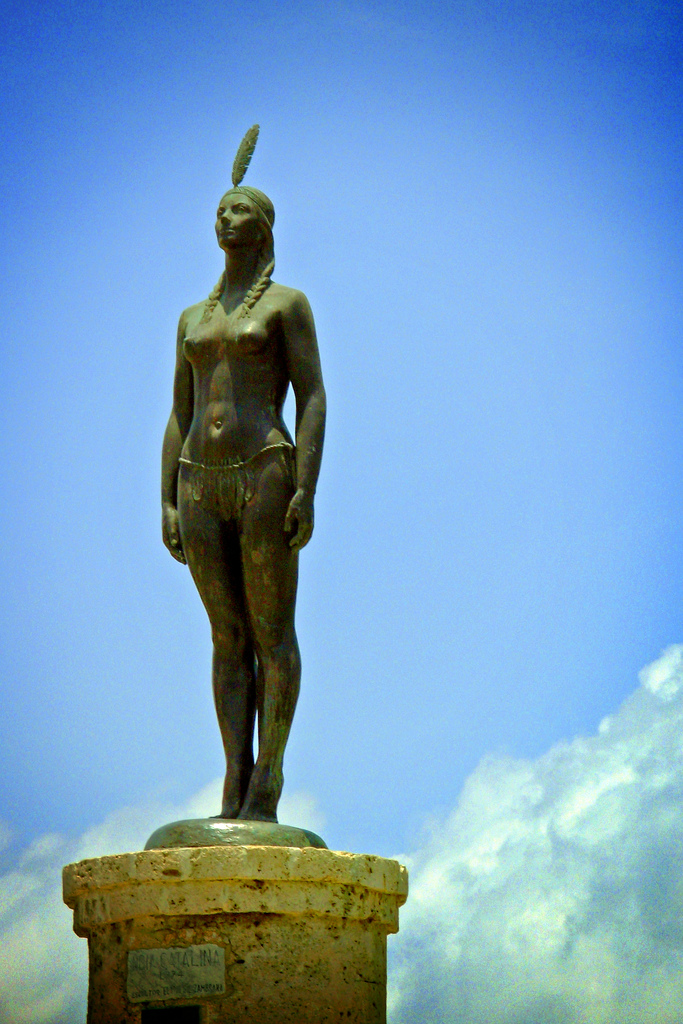
Statue de l'India Catalina.

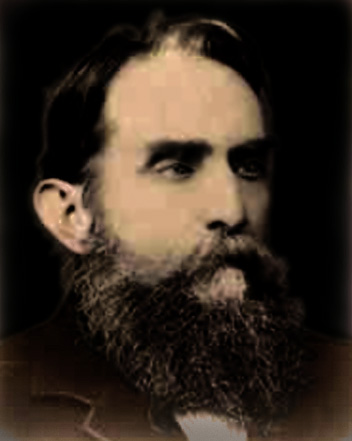
Rafael Núñez.

- Sebastián de Belalcázar (1480-1551) : conquistador mort à Carthagène.
- India Catalina (1495-1529) : Indienne convertie au christianisme et devenue symbole national.
- Pedro de Heredia (1520-1554) : conquistador fondateur de la ville.
- Benkos Biohó (? - 1621) : esclave marron exécuté à Carthagène.
- Saint Pierre Claver (1580-1654) : prêtre jésuite espagnol mort à Carthagène.
- Blas de Lezo (1689-1741) : amiral espagnol mort à Carthagène.
- Juan Díaz Porlier (1788-1815) : militaire espagnol né à Carthagène.
- Rafael Núñez (1825-1894) : président des États-Unis de Colombie (deux mandats), président de la République de Colombie (deux mandats) et auteur des paroles de l'hymne national de la Colombie, né et mort à Carthagène.
- Benoît Chassériau (1780-1844) : diplomate, agent secret, ministre de l'Intérieur et de la Police de Carthagène en 1813.
- Gaston Lelarge (1861-1934) : architecte et écrivain français mort à Carthagène.
- Alejandro Obregón (1920-1992) : peintre colombiano-espagnol mort à Carthagène.
- Gabriel García Márquez (1927-2014) : écrivain ayant vécu à Carthagène et dons les cendres sont conservées dans un bâtiment de la ville.
- Germán Espinosa (1938-2007) : écrivain, journaliste et poète né à Carthagène.
- Griselda Blanco (1943-2012) : trafiquante de drogue née à Carthagène.
- Rodrigo Valdés (1946-) : boxeur né à Carthagène.
- Fernando Araújo (1955-) : homme politique né à Carthagène.
- Joe Arroyo (1955-2011) : chanteur et compositeur né à Carthagène.
- Juan Carlos Lecompte (1959-) : homme politique né à Carthagène.
- Oswaldo Maciá (1960-), sculpteur, né à Carthagène ;
- Álvaro Teherán (1966-) : joueur de basket-ball né à Carthagène.
- Wilmer Cabrera (1967-) : footballeur né à Carthagène.
- Efraim Medina Reyes (1967-) : écrivain né à Carthagène.
- Orlando Cabrera (1974-) : joueur de baseball né à Carthagène.
- Mimi Morales (1976-) : actrice née à Carthagène.
- Yonnhy Pérez (1979-) : boxeur né à Carthagène.
- Cristian Marrugo (1985-) : footballeur né à Carthagène.
- Cecilia Baena (1986-) : patineuse de vitesse née à Carthagène.
- Juan Pablo Pino (1987-) : footballeur né à Carthagène.
- Jorge Luis Ramos Sánchez (1992-) : footballeur né à Carthagène.
- Angie Cepeda (1974-) : actrice et mannequin.

Panorama urbain de Carthagène depuis le fort de San Felipe de Barajas. La concentration de gratte-ciel, à gauche, est le quartier de Bocagrande. Le secteur historique est au centre, après le plan d'eau.

## Dans la culture populaire
- La ville est le cadre du deuxième niveau du jeu vidéo Uncharted 3 : L'illusion de Drake sur Playstation 3 sorti en 2011[32].
- Elle est également représentée dans le premier tome de la série de bande dessinée Barbe-Rouge : Le Démon des Caraïbes.
- Dans le film Sicario (2015), le procureur Alejandro Gillick (incarné par Benicio Del Toro) officie à Carthagène.
- Une partie du film Gemini Man (2019) s'y déroule.
- La confrontation finale du film À la poursuite du diamant vert de Robert Zemeckis (1984) s'y déroule.